# Оберпрокурор
О́берпрокуро́р — посада в Російській імперії. Існували посади синодального і сенатського оберпрокурора.
Сенатський оберпрокурор — посадова особа, що очолювала департамент в сенаті.
Оберпрокурор Святі́йшого Правлячого Сино́ду — очолював Відомство православного сповідування (державну контору — Православну російську церкву)   — це найвища посада в ієрархії російської церкви, яку займав світський чиновник, який призначався Всеросійським імператором (у 1917 році призначався Тимчасовим урядом) і був його представником в Святійшому Синоді. Повноваження та роль якого були різними в різні періоди.

## Історія
В 1722 при Святійшому Синоді Петром I була створена посада оберпрокурора. За його висловом «ока государева і стряпчого про справи державних в Синоді». Оберпрокурор мав у своїй «дирекції» канцелярію і право знаходитися на засіданнях Синоду. Значення посади оберпрокурора спочатку було невелике, зважаючи на його підпорядкування генерал-прокурору. З 1741 і протягом всього XVIII століття, його вплив та роль поступово збільшувалися: він отримав право безпосередньої доповіді імператору про справи Синоду.
В 1726—1740-ті оберпрокурори не призначалися і посада була вакантною.
В 1803, після створення міністерств, обер-прокурор, не належав до жодного з них і був підпорядкований безпосередньо імператору: особисті доповіді членів Синоду монархові припинилися і всі стосунки між Синодом та імператором проходили через обер-прокурора.
В 1817 було засновано Міністерство духовних справ, об'єднане з міністерством народної освіти, — т. зв. «сугубое министерство» під керівництвом князя О. М. Голіцина. Оберпрокурор підпорядковувався голові новоутвореного міністерства. Діяльність міністерства духовних справ і його «відділення справ греко-російського віросповідання», (рос. «отделению дел греко-российского вероисповедания») викликала запеклу протидію з боку ієрархів Православної російської церкви; митрополит Серафим (Глагольовський) називав його «сіє іго єгипетське». Через це у 1824, «сугубое министерство» було скасоване і «відділення справ греко-російського віросповідання» було передане у підпорядкування обер-прокурору і в 1839 увійшло до складу його канцелярії.

 Оберпрокурор отримав права міністра по законодавчих і адміністративних справах Православної російської церкви; по питаннях його компетенції його стали запрошувати на засідання Державної Ради і Комітету міністрів.
Статус оберпрокурорської посади поступово порівнявся в правах з міністрами та керівниками окремих відомств: на початку XX століття обер-прокурор призначався і звільнявся іменними указами Сенату; у справах служби підпорядковувався виключно імператору, якому представляв подання-звіти по «відомству православного сповідання»; був присутнім на засіданнях Синоду, але не серед його членів, а за особливим столом; стежив за рухом, напрямом і законністю дій та рішень; давав свої висновки з обговорюваних питань; подавав Синоду пропозиції; переглядав і підписував до виконання його протоколи і журнали.
Оберпрокурор був посередником між Синодом, з одного боку, та імператором; вищими центральними державними інстанціями, міністрами і керівниками відомств — з іншого: він оголошував Синоду укази імператора, веління і резолюції на доповідях Синоду, подавав Імператору на розгляд доповіді і рішення Синоду, мав відносини у справах «відомства православного сповідання» з міністрами, керівниками відомств, Комітетом Міністрів, Державною Радою і Сенатом; був членом Комітету Міністрів і Державної Ради.
Оберпрокурор керував всіма установами при Синоді; чиновники цих установ призначалися і звільнялися або при його участі, або його наказами, або з його відома. Органами його нагляду служили прокурори синодних контор, секретарі духовних консисторій, члени-ревізори духовно-навчального комітету, головний інспектор і єпархіальні спостерігачі церковно-приходських училищ. Фактично виконував обов'язки голови «Православної російської церкви», яка за таких умов існування була перетворена в звичайний, казенний урядовий орган.
В 1864 запроваджена посада заступника оберпрокурора — він називався «товаришем» оберпрокурора. Його права і обов'язки була аналогічні «товаришам» міністрів. Також відтоді оберпрокурор мав власну канцелярію, організовану абсолютно однаково з канцеляріями міністрів.

## Оберпрокурори Синоду по роках[2]

Останній оберпрокурор Карташов А. В.

1. Іван Васильович Болтін (19 червня 1722 — 11 травня 1725)
2. Олексій Петрович Баскаков (11 травня 1725 — 2 грудня 1730[3])
  - гвардії капітан Раєвський (призначений 14 липня 1726 «прокурором»)[4][5]
  - далі, до 1740 роки, обер-прокурори Святішого Синоду не призначалися
3. Микита Семенович Кречетніков (3 листопада 1740–1741[6])
4. Яків Петрович Шаховскóй (31 грудня 1741 — 29 березня 1753)
5. Афанасій Іванович Львов (18 грудня 1753 — 17 квітня 1758)
6. Олексій Семенович Козловський (17 квітня 1758 — 9 червня 1763)
7. Іван Іванович Меліссіно (10 червня 1763 — 24 жовтня 1768)
8. Петро Петрович Чебишев (24 жовтня 1768 — 7 травня 1774)
9. Сергій Васильович Акчурин (12 травня 1774 — 28 липня 1786)
10. Аполлос Іванович Наумов (28 липня 1786 — 26 липня 1791)
11. граф Олексій Іванович Мусін-Пушкін (1791–1797)
12. князь Василь Олексійович Хованський (1797–1799)
13. граф Дмитро Іванович Хвостов (1799–1802)
14. Олександр Олексійович Яковлєв (31 грудня 1802 — 7 жовтня 1803[6])
15. князь Олександр Миколайович Голіцин (21 жовтня 1803 — 24 жовтня[7] або 19 листопада[6] 1817; до травня 1824 — міністр духовних справ і народної освіти)
16. князь Петро Сергійович Мещерський (24 листопада 1817 — 2 квітня 1833)
17. Степан Дмитрович Нечаєв (1833 — 25 червень 1836)
18. граф Микола Олександрович Протасов (24 лютого 1836 — 16 січня 1855)
19. Олександр Іванович Карасевський (25 грудня 1855 — 20 вересня 1856)
20. граф Олександр Петрович Толстой (20 вересня 1856 — 28 лютого 1862)
21. Олексій Петрович Ахматов (березень 1862 — червень 1865)
22. граф Дмитро Андрійович Толстой (23 червня 1865 — 23 квітня 1880)
23. Костянтин Петрович Побєдоносцев (24 квітня 1880 — 19 жовтень 1905)
24. князь Олексій Дмитрович Оболенський (20 жовтня 1905 — 4 квітня 1906)
25. князь Олексій Олександрович Ширинський-Шихматов (26 квітня — 9 липня 1906)
26. Петро Петрович Ізвольський (27 липня 1906 — 5 лютого 1909)
27. Сергій Михайлович Лук'янов(5 лютого 1909 — 2 травня 1911)
28. Володимир Карлович Саблєр (2 травня 1911 — 4 липня 1915)
29. Олександр Дмитрович Самарін (5 липня 1915 — 26 вересня 1915)
30. Олександр Миколайович Волжин (1 жовтня 1915 — 7 серпня 1916)
31. Микола Павлович Раєв (30 серпня[8] 1916 — 3 березня 1917)
32. Володимир Миколайович Львов (3 березня 1917 — 24 липень 1917)
33. Антон Володимирович Карташов (25 липня — 5 серпня 1917).

## Виноски
1. ↑  Відомство православного сповідування (рос.)
2. ↑  Всі дати у статті подані за Юліанським календарем
3. ↑  Даты первых 2-х оберпрокуроров по: Высшие и центральные государственные учреждения России. 1801—1917. СПб.: Наука, 1998, Т. 1, стр. 135.
4. ↑  Государственность России. М., 2001, кн. 4, стр. 109.
5. ↑  Іноді помилково включається до списку обер-прокурорів.
6. 1 2 3  Высшие и центральные государственные учреждения России. 1801—1917. СПб.: Наука, 1998, Т.1, стр. 135.
7. ↑  Д. Н. Шилов. Государственные деятели Российской империи. СПб., 2002, стр. 186.
8. ↑  Д. Н. Шилов. Государственные деятели Российской империи. Главы высших и центральных учреждений. 1802—1917. СПб., 2002, стр. 620